# びっくらドン!
『びっくらドン!』は、1977年4月6日から同年9月28日までTBS系列で放送されていたTBS製作のクイズ番組である。放送時間は毎週水曜 19:00 - 19:30 （日本標準時）。
珍芸・奇芸・珍記録の持ち主である「びっくらさん」1人とそうでない者2人を招き、その中から本物の「びっくらさん」を当てるクイズを出題していた番組。司会は、前番組『この人あの人どんな人』から引き続き横山やすし・西川きよしが務めていた。

## 解答者
- 小林千登勢
- 鈴木ヒロミツ
- 岡まゆみ
- 江藤博利
- このほか、毎回1人のゲストが解答者を務めていた。